# José Joaquim Almeida
José Joaquim Almeida (Almeyda ou D'Almeyda), também grafado como José Joaquín Almeida (ilha de São Miguel (Açores), 1777 — 14 de fevereiro de 1832), foi um pirata da Barbária e corsário português que combateu na Guerra anglo-americana de 1812 e na Guerra da Independência da Argentina. Na historiografia açoriana é referido como o "pirata Almeidinha", ligado à ilha do Corvo.

## Biografia
Filho dum certo José de Almeida e de sua esposa Ana, desde muito jovem dedicou-se a atividades ligadas ao mar. Emigrou para os Estados Unidos em 1796, aos 19 anos de idade, estabelecendo-se em Baltimore, no estado de Maryland, onde obteve a cidadania, dedicou-se ao tráfico mercantil e, alguns anos depois, desposou a jovem imigrante Teresa Ana. Em alguns anos tornou-se reputado em Baltimore como "Joseph", pai de dez filhos, proprietário de uma casa na Duke Street e herói de guerra.
Dois de seus filhos e sua esposa possivelmente estão sepultados em Baltimore:
- Óscar Almeida (sepultado a 15 de maio de 1829, com um ano de idade);
- Luísa Almeida (sepultada a 3 de outubro de 1832, aos 16 anos, vítima de "febre biliosa"); e
- Teresa Ana Almeida (sepultada a 25 de julho de 1832, aos 42 anos).